# Fläckskarv
Fläckskarv (Phalacrocorax punctatus) är en fågel i familjen skarvar inom ordningen sulfåglar. Den förekommer endast i Nya Zeeland.

## Kännetecken

### Utseende
Fläckskarven är en rätt stor (69 cm) och karakteristisk skarvart. Den är i häckningsdräkt övervägande grönsvart på huvud och hals och ett tydligt, vitt band från ögat och nerför sidan av halsen. På huvudet syns en dubbeltofs. Ovansidan är gröngrå med svartspetsade fjädrar som ger ett fläckigt intryck. Undersidan är ljusgrå, på "låren" svart. Vintertid saknar den huvudtofsarna och det vita bandet. Närbesläktade arten pittskarv förekommande i Chathamöarna saknar det vita bandet på huvud- och halssidan.

### Läte
Under spelet är hanen ljudlig, med bland annat gurglande "argh-argh-argh". Honan är tyst.

## Utbredning och systematik
Fläckskarven föreskommer endast i Nya Zeeland. Den behandlas antingen som monotypisk eller delas in i två underarter med följande utbredning:
- Phalacrocorax punctatus punctatus – förekommer på Nordön och Sydön
- Phalacrocorax punctatus oliveri – förekommer på Stewart Island och närliggande västkusten på Sydön

Tidigare har pittskarven (P. featherstoni) behandlats som underart till fläckskarven. Tillsammans är de systergrupp till andra större skarvarter i närområdet som australisk skarv och svartmaskad skarv.

### Skarvarnas släktskap
Skarvarnas taxonomi har varit omdiskuterad. Traditionellt har de placerats gruppen i ordningen pelikanfåglar (Pelecaniformes) men de har även placerats i ordningen storkfåglar (Ciconiiformes). Molekulära och morfologiska studier har dock visat att ordningen pelikanfåglar är parafyletisk. Därför har skarvarna flyttats till den nya ordningen sulfåglar (Suliformes) tillsammans med fregattfåglar, sulor och ormhalsfåglar.

## Levnadssätt
Fläckskarven är helt havsbunden och året runt sällskaplig. Den häckar i kolonier, på Sydön mellan september och november, men längre häckningssäsong på Nordön med toppar i slutet av augusti, december och mars. Födan är dåligt känd, men verkar bestå av fisk, kräftdjur och andra ryggradslösa djur.

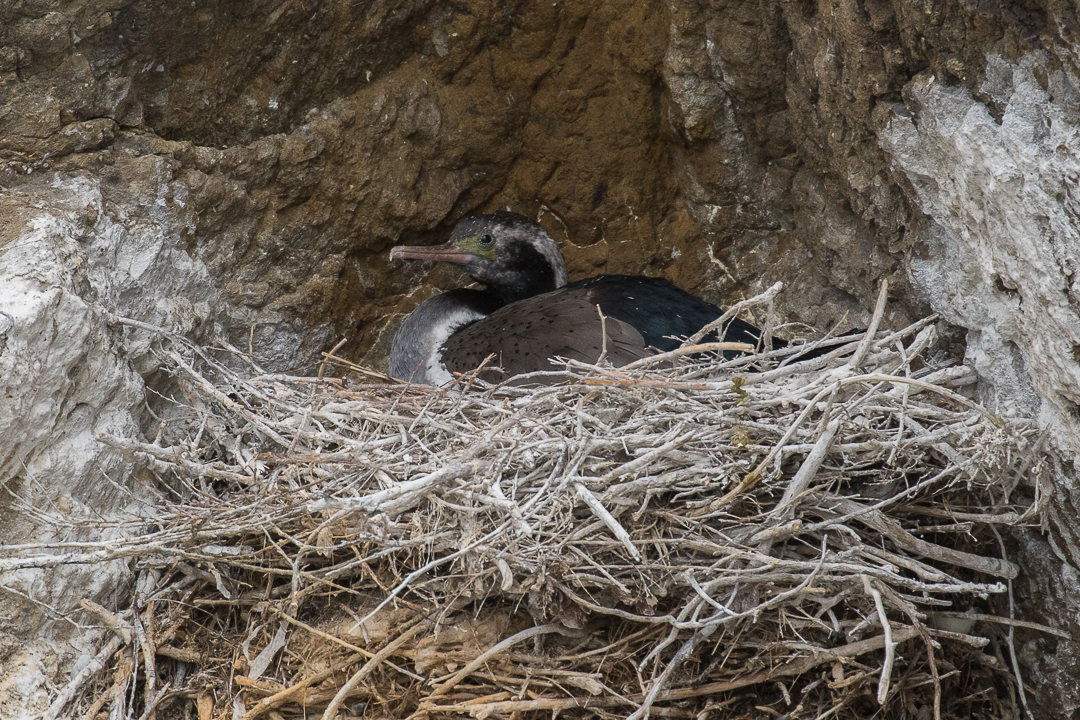
Fläckskarv på bo.

## Status och hot
Arten har ett stort utbredningsområde och en stor population, men tros minska i antal, dock inte tillräckligt kraftigt för att den ska betraktas som hotad. Internationella naturvårdsunionen IUCN kategoriserar därför arten som livskraftig (LC).